# Daltonia subapiculata
Daltonia subapiculata là một loài rêu trong họ Daltoniaceae. Loài này được Hampe ex Gangulee mô tả khoa học đầu tiên năm 1977.